# Elliotomyia
Elliotomyia är ett släkte med fåglar i familjen kolibrier. Släktet omfattar två arter som förekommer från Peru till nordvästra Argentina:
- Vitbukig smaragd (E. chionogaster)
- Cuzcosmaragd (E. viridicauda)

Arterna placeras traditionellt i släktet Amazilia, men genetiska studier visar att dessa två utgör en egen utvecklingslinje.